# Internationellt ord
Ett Internationellt ord eller en “internationalism” är ett ord som uppfyller följande tre villkor:
1. ordet låter eller skrivs likadant i ett flertal språk som inte är nära besläktade med varandra,
2. ordet har samma eller en besläktad betydelse i de olika språken,
3. ordet har samma ursprung (etymologi).

Ju fler språk det är som på detta sätt delar på ett ord, desto mera välmotiverat är det att beteckna det som ett “internationellt ord”.  

## Ursprung
De flesta internationella orden är lånord med ett gemensamt ursprung i något långivande språk, men arv från ett tidigare talat språk kan också vara en bidragande faktor. Somliga internationella ord är nyskapade och kan från början ha varit tänkta att användas i flera språk. Detta är ofta fallet hos namnen för nya läkemedel. 
Ett mindre antal internationella ord är ljudhärmande och kan då kanske sägas vara lånade från naturen. Exempel på dessa är namn på djur som efterliknar deras läte, men även ord som [mama] och [papa] eller [tata] som har sitt ursprung i spädbarnens joller, med en betydelse pålagd av de vuxna.

## De mest spridda internationella orden
De mest spridda internationella orden är av geografiskt slag eller namn på folkgrupper, företag och varumärken. Förutom ord med karaktär av egennamn finns det ett antal mer eller mindre vanliga termer som är härledda från egennamn. Detta kan vara diverse -ismer och -ister, upptäckter inom medicin eller någon annan vetenskap, måttenheter (newton, volt, ampere, ohm, etc.), raser och underarter av husdjur och odlade växter, mineraler, osv. Sådana internationella ord (eller ordled) används oftast i alla språk som överhuvudtaget har något ord för begreppet i fråga. Därnäst kommer ord som betecknar tidigare okända kemiska substanser och råmaterial (mineraler och artificiellt framställda material, till exempel tyger, plaster, legeringar och kompositmaterial, naturliga och artificiella droger och njutningsmedel mm.). 
De flesta av dessa ord har spritt sig från västerlandet eller genom västerländsk förmedling i det närmaste till alla språk som talas utanför Kina. Kineserna föredrar översättningslån och egna nyskapade termer, eftersom lånade ord oftast är svåra att anpassa till språkets struktur och att återge med kinesiska skrivtecken. Problemfria är endast nya ord som introducerades i Japan och som redan där skrevs med kinesiska tecken (kanji). För svenskans del verkar en främmande fonotax inte lägga något hinder i vägen för acceptansen av sådana ord, till exempel ftalat (ftalsyreester) och xylen. Till undantagen som även inlånats i kinesiskan hör orden för kaffe (咖啡 ka fei, även 咖啡因 ka fei yin 'koffein') och choklad (巧克力 qiao ke li). Dessa ämnen heter ungefär så i nästan alla språk.  
Ordet kaffe har sitt ursprung i arabiskans qahwa och choklad kommer från aztekernas språk nahuatl, antingen chicolatl, som är format av  chicol ’visp’ + a ’vatten’ + tl (substantivändelse), eller xocolatl, från xococ, "bitter". Ordet med ett [i] i första stavelsen tycks först ha blivit känt i Europa och finns kvar i ett antal romanska språk samt i några andra språk, bland annat turkiskan. Senare spreds formen chocolate via spanskan. Ordet kakao hade aztekerna lånat från ett mayaspråk, och det fanns också ett ord kakauatl som betecknade en dryck gjord på kakao och majs. 
För nya läkemedel introduceras det numera ofta såväl ett skyddat märkesnamn som en allmänspråklig beteckning för samma substans, till exempel sildenafilcitrat för viagra. Det är annars vanligt att varumärken för populära produkter även får en utvidgad betydelse för företeelsen i allmänhet, och även används för motsvarande produkter från konkurrerande företag. Detta har till exempel hänt med ordet aspirin, som introducerades som varumärke av Bayer AG år 1899, men som numera är det vardagliga namnet för acetylsalicylsyrepreparat nästan i hela världen, medan det i Sverige har behållit sin varumärkeskaraktär.
Några andra internationalismer som är vanliga i svenskan och som finns i liknande form och betydelse i fler än två miljarder människors språk: 
akademi - ananas - antenn - atlet - atom - bar - buss - centrum - diktator - diplom - direktör - gorilla - harmoni - hotell - inspektion - Internet - kabel - kabin - koloni - komedi - kopia - korridor - kupong - liga - magnet - margarin - marmelad - maskin - medalj - mikrofon - mikroskop - motor - nummer - okej - olympiad - operation - parti - pedal - pistol - polis - radio - register - sandal - sardin - satan - signal - station - studio - taxi - television - tennis - test - traktor - transport - tsunami - visum.

## Kulturbundna
De flesta ord som brukar betecknas som ”internationella” har dock inte ett fullt så stort spridningsområde, utan de är specifika för en begränsad kulturgemenskap eller "civilisation". Det finns fyra dominerande kulturgemenskaper i världen: den västerländska, den muslimska, den indiska och den östasiatiska.[källa behövs] Var och en av dem omfattar fler än en miljard människor, och var och en av dem har sitt eget förråd av internationella ord.  

### Västerländska
Den västerländska, ursprungligen europeiska kulturgemenskapen omfattar numera hela västvärlden, med Latinamerika samt folken med ortodox kristen tradition inräknade. Den har sina rötter i antikens Grekland (Hellenistiska civilisationen), i en kristen tradition och i upplysningen. De viktigaste långivande språken var, i tidsordning: grekiskan, latinet, franskan och engelskan.
Redan i latinet fanns det många lånord från grekiskan. I franskan finns förutom arvord från latinet som ibland kunde vara gamla lån från grekiskan även många nybildningar baserade på grekiska och latin. Sådana ”nylatinska” ord har också skapats av andra européer, främst inom vetenskaperna. Många franska ord har tagits upp av engelskan inom loppet av de senaste 600 åren. Där stavas de oftast precis som i franskan, men uttalet skiljer sig avsevärt och ibland är även betydelsen inte den samma i de två språken. I så fall utgör de ”falska vänner” för den som ska lära sig det andra språket. 
Lånord från franskan har senare också i stort antal spritts till de kontinentaleuropeiska språken, österut ibland genom tyskans och vidare genom ryskans förmedling. I dessa fall avviker uttalet inte så starkt från den i franskan. Italienskan har främst bidragit med facktermer inom musik och finansväsen, till exempel allegro och opera samt bank och kredit.
Under 1900-talet har engelskan kommit att dominera som det främsta långivande språket, och lån från engelskan har också tagits upp av många språk utanför västerlandet. Där är det dock i regel den talade formen som lånas, medan engelskan står närmare de övriga västerländska språken i skrift än i tal. Detta åskådliggörs av ordet station, som stavas likadant på engelska, franska, tyska och svenska, men uttalas olika ([ˈsteɪʃən], [stasjõ], [ʃtaˈtsjoːn], [staˈʃuːn]), medan engelskans [ˈsteɪʃən] har gett upphov till swahili stesheni [steʃeni], hindi स्टेशन  [ˈsteːʃʌn], bengali ষ্টেশন [ˈsteʃɔn] och malajiska stesen [ˈstesən]. 
De västerländska internationalismerna, eller ett urval av dessa, utgör grunden för konstruerade internationella hjälpspråk av den typ som representeras av esperanto, ido och interlingua.

### Muslimska
Den muslimska kulturgemenskapen är starkt präglad av islam, som inte bara är ett trossystem utan också en samhällsordning.[källa behövs] Muslimernas heliga skrift, Koranen, är skriven på arabiska och brukar reciteras på det språket även av dem som talar ett annat språk. På den vägen, samt genom muslimska statsbildningar och den handel som bedrevs av arabiska köpmän har lånord från arabiskan spridits till hela kulturgemenskapen. Senare bidrog även persiskan i betydande utsträckning som långivande och -förmedlande språk i och med att det hade officiell status i norra Indien i femhundra år. I språkligt avseende hör norra Indien tillsammans med Pakistan och Bangladesh såväl till den muslimska kulturgemenskapen som till den indiska. Det arabiska alfabetet har tidigare varit i bruk i hela den muslimska kulturgemenskapen, men numera skrivs ett flertal av språken (turkiska, swahili, malajiska/indonesiska) med latinska alfabetet. 
Arabiskan är ett semitiskt språk, och dess ordförråd har likheter med de semitiska språk som användes av Mesopotamiens och Levantens tidigare civilisationer (akkadiska, arameiska, hebreiska, mfl.). I arabiskans ordförråd finns dessutom ett begränsat inslag av lån från grekiska och latin. Det finns också vissa gemensamheter mellan den muslimska och den västerländska kulturen på grund av att kristendomen såväl som islam har sina rötter i den abrahamitiska religiösa traditionen. 
Exempel på muslimska internationalismer:
Arabiska, persiska, urdu دنيا [dunja:] 'värld', 'jordeliv', nästan likalydande på hindi, panjabi, marathi och bengali; malajiska/indonesiska och swahili dunia, hausa duniya, turkiska dünya osv.  
Arabiska, persiska, urdu كتاب [kita:b] 'bok', nästan likalydande på hindi, panjabi och bengali; malajiska/indonesiska kitab, swahili kitabu, turkiska kitap osv. 
Ordet بتـكـمـ [maktab], som likaledes är en avledning från den arabiska roten k-t-b 'skriva' är också överallt utbrett, men betydelsen är inte enhetlig. Det betyder oftast 'skola' (av något slag), som turkiska mektep, men i nutida arabiska betyder det 'kontor' och  swahili maktaba betyder 'bibliotek'. Här finns alltså också problemet med ”falska vänner“. 
Arabiska, persiska, urdu سفر [safar] 'resa' (verb), nästan likalydande på hindi, panjabi och bengali; swahili safari, turkiska sefer. Från swahili har ordet safari också spritt sig till de västerländska språken samt japanskan, koreanskan och malajiskan/indonesiskan i den speciella betydelsen 'safari'. Avledningen مسافر [musa:fir] 'resande' är också bruklig överallt i den muslimska kulturgemenskapen och källa till rumänska musafir 'gäst'.

### Indiska
Den indiska kulturgemenskapen omfattar[källa behövs] den indiska subkontinenten (Främre Indien) inklusive Sri Lanka och större delen av Sydostasien (Indokina) och den har gett upphov till hinduism och buddhism. Det klassiska långivande språket inom gemenskapen är det indoeuropeiska språket sanskrit. I det avseendet hör Kambodja, Laos, Myanmar och Thailand till den indiska kulturgemenskapen, medan Vietnam hör till den östasiatiska. Även den sydöstasiatiska övärlden (Indonesien) har hört till den indiska kulturgemenskapen innan islam trängde fram. Därför finns det i Indonesiens språk vid sidan om nya västerländska lån (förmedlade av nederländskan) och något äldre lån från arabiskan även åtskilliga gamla lånord från sanskrit, till exempel dewa 'gudom', manusia 'människa' och nama 'namn'. 
I Indiens språk, såväl i de indoariska som i de dravidiska med flera, finns det många väletablerade internationalismer från sanskrit, och i Indien har det lanserats ett stort antal nybildade ord baserade på sanskrit, men få av dessa har kommit att användas i praktiken. Inget av Indiens språk är fullt utbyggt eftersom undervisning på högre nivåer där oftast bara ges på engelska. En egendomlighet hos den indiska kulturgemenskapen består däri att det finns ett stort antal olika alfabet som dock har en liknande struktur i grunden och ett gemensamt ursprung i brahmiskriften.

### Östasiatiska
I den östasiatiska kulturgemenskapen har kinesiskan alltid varit det dominerande språket, och den har påverkat koreanskan, japanskan och vietnamesiskan i mycket hög grad. Större delen av ordförrådet hos alla dessa språk är av kinesiskt ursprung. Japanskan har sedan införandet av Kinesiska skrivtecken tagit upp kinesiska lånord i flera omgångar. Den första kom med buddhismen på 500-talet från wu-dialekten (go-on), nästa mellan 600- och 800-talet från norra Kina (kan-on) och en ytterligare på 1600-talet (tō-in). Uttalet av kinesiska lånord i japanskan beror på vilken omgång de kan tillskrivas. Vietnamesiskan har tagit uttalet från sydkinesiska dialekter. Medlemmar i kulturgemenskapen som talar ett annat språk kan oftast inte känna igen internationalismerna i talad form, eftersom kinesiska ord ofta är enstaviga och deras uttal har förändrats med tiden samt kinesiska talljud och toner inte alltid har någon motsvarighet i de andra språken. Även talare av olika kinesiska dialekter kan ha svårt för att förstå varandra. Speciellt i södra Kina är dialektskillnaderna ofta för stora. Ibland tar man hjälp av skrivtecken som tecknas med pekfingret på den andra handflatan. Den språkliga gemenskapen har alltså mest burits upp av den kinesiska skriften, som återger ordens betydelse snarare än deras uttal. Kinesiska tecken har tidigare använts i hela kulturgemenskapen, och det gäller i viss mån fortfarande, även om koreanskan sedan 1440-talet har sitt eget skriftsystem, hangul, och det latinska alfabetet har kommit att användas för att skriva vietnamesiska. Under det senaste seklet har japanskan och koreanskan tagit upp många lånord från västerländska språk. Så har inte skett för kinesiskans och vietnamesiskans del.
I den östasiatiska kulturgemenskapen har den kinesiska skriften under lång tid även haft en funktion som internationellt hjälpspråk.